# Dinero mercancía

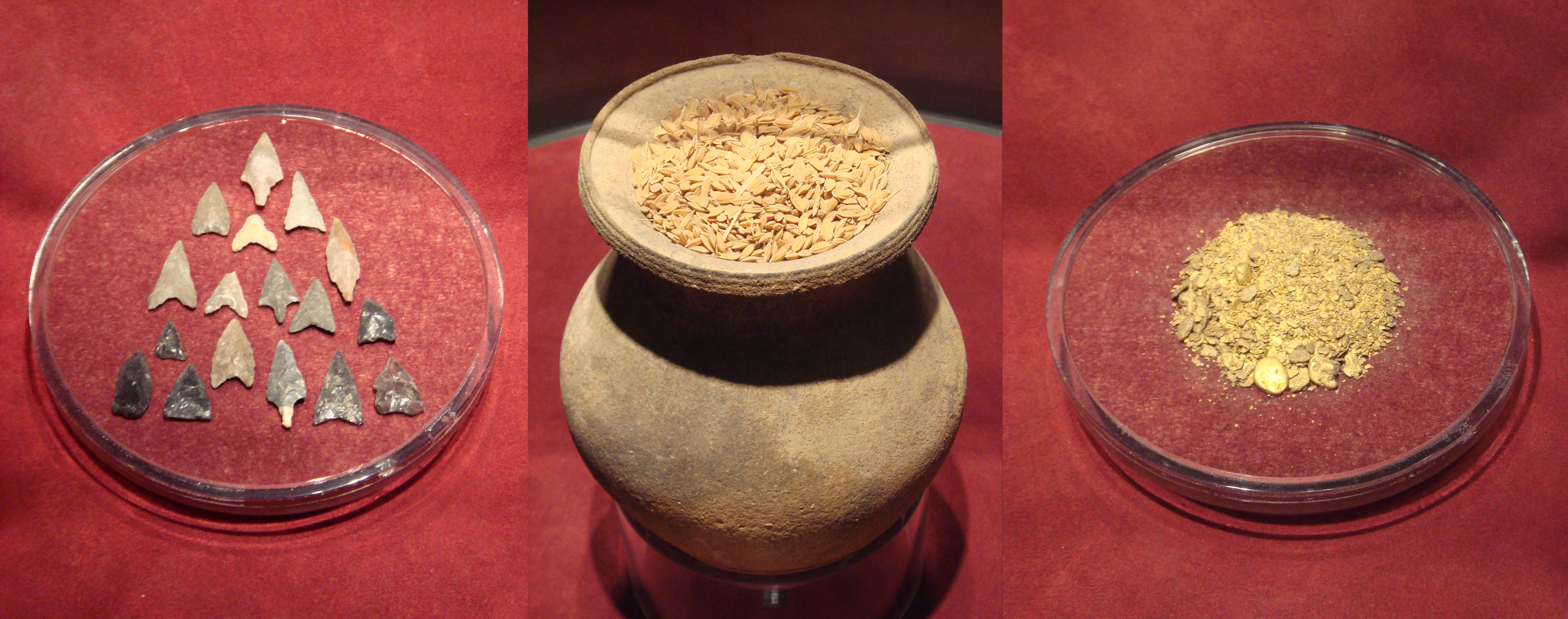
Dinero mercancía japonés antes del : puntas de flecha, granos de arroz y oro en polvo.

Dinero mercancía, a veces llamado dinero real o retribución en especie como pago, es aquella clase de dinero cuyo valor, a diferencia del dinero representativo y del dinero fiat, proviene fundamentalmente del bien del cual se compone. El dinero mercancía consiste en bienes u objetos que tienen valor por sí mismos, además del valor de cambio al ser utilizado como moneda.
En definitiva, es un tipo de dinero donde su valor material o intrínseco coincide con el valor que representa. Ejemplos de bienes que han sido utilizados como dinero mercancía en intercambios, fueron por ejemplo el oro, la plata, la sal (de donde viene la palabra salario), el tabaco. Además de, entre otros, el cobre, la pimienta, piedras gigantes (como las piedras rai), cinturones decorados, conchas, alcohol, cigarrillos, cannabis, seda, caramelos, arroz o cebada. Estos artículos eran en ocasiones utilizados como medida en relación con otros, en varias economías de valoraciones de bienes o sistemas de precios.

## Diferencias entre "dinero mercancía" y "dinero fiduciario"
El dinero mercancía se distingue del dinero fiduciario, que es un certificado que puede ser intercambiado por su mercancía subyacente. Una característica clave del dinero mercancía es que su valor es percibido directamente por los usuarios de dicho dinero, quienes reconocen la utilidad (o belleza) del dinero del mismo modo que reconocen el valor de la propia mercancía. En otras palabras, el efecto de poseer una moneda por cierta cantidad de oro, resulta económicamente equivalente a poseer físicamente dicha cantidad de oro.
Dado que el pago por mercancía proporciona bienes y servicios útiles, el dinero mercancía es en cierta forma similar al trueque, pero es fácilmente distinguible de éste, al poseer una única unidad reconocida de intercambio.

### Metales
En las situaciones en las que el dinero mercancía es un metal, típicamente oro o plata, usualmente una casa de moneda del gobierno ofrecerá monedas introduciendo una marca en el metal que sirve como garantía del peso y la pureza de dicho metal. Al hacerlo, el gobierno usualmente impondrá una cuota o parte a su favor conocida como señoreaje.
El papel de las casas de moneda y de la propia moneda difiere entre el dinero mercancía y el dinero fiduciario. En las situaciones donde existe un dinero mercancía, la moneda retiene gran parte de su valor aun cuando es fundida (en caso de ser metales) o físicamente alterada, mientras que con el dinero fiduciario esto no sucede. Usualmente, en un sistema de dinero fiduciario el valor de una moneda cae sustancialmente si ésta es convertida en metal. En algunos casos el valor del metal y de la moneda son similares, e incluso se ha dado el caso de que el valor de una moneda es menor que el valor del metal del que está hecha. Como un ejemplo de esto último, se tiene la rupia de la India, que desapareció del mercado después de 2007, cuando su contenido de acero inoxidable llegó a ser más valioso que el de la moneda misma. En algunas monedas de Estados Unidos, fabricadas en zinc o en aleación de cobre y níquel, también se ha dado el caso de que el valor de su contenido metálico estuviese muy próximo, y ocasionalmente excediese, el valor facial.